# شاخص رفاه اقتصادی پایدار
شاخص رفاه اقتصادی پایدار (به انگلیسی:Index of Sustainable Economic با سرواژه: ISEW) یک شاخص اقتصادی است که از آن می‌توان به عنوان جایگزینی برای تولید ناخالص داخلی (GDP) استفاده کرد. این شاخص شاخص اصلی و کلان سیستم حساب‌های ملی (SNA) است. به جای اینکه صرفاً تمام مخارج مانند تولید ناخالص داخلی را با هم جمع کنیم، مخارج مصرف‌کننده با عواملی مانند توزیع درآمد و هزینه‌های مرتبط با آلودگی و سایر هزینه‌های ناپایدار متعادل می‌شود. این محاسبه هزینه‌های دفاعی را مستثنی می‌کند و طیف وسیع‌تری از اثرات مضر رشد اقتصادی را در نظر می‌گیرد. این شاخص شبیه به شاخص واقعی پیشرفت (GPI) می‌باشد.
شاخص رفاه اقتصادی پایدار (ISEW) را می‌توان به‌طور کلی با فرمول زیر تعریف کرد:
ISEW = مصرف شخصی
+ مخارج عمومی غیر دفاعی
- مخارج دفاعی خصوصی
+ تشکیل سرمایه
+ خدمات کار خانگی
- هزینه‌های تخریب محیط زیست
- استهلاک سرمایه طبیعی